# Петра Морзе
Петра Морзе (нім. Petra Morzé, до шлюбу Коґельніґ; нар. 1 жовтня 1964, Клаґенфурт, Каринтія, Австрія) — австрійська акторка.

## Життєпис

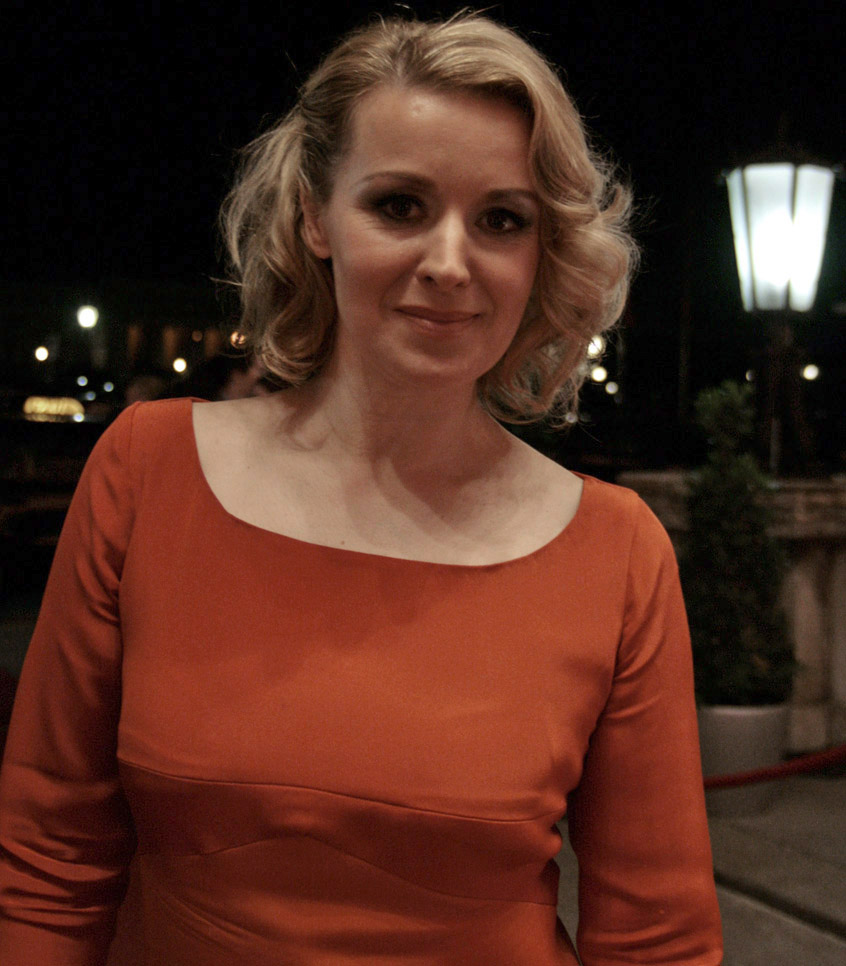
Петра Морзе у 2009 році

Народилася у місті Клаґенфурт, Каринтія, Австрія. Виросла у Ернсдорфі, комуна Штац, округ Містельбах, Нижня Австрія.
Закінчила акторський факультет Університету музики та виконавських мистецтв Ґрацу.
Сценічний псевдонім Морзе, дошлюбне прізвище матері, взяла після того, як розпочала акторську кар'єру.

## Особисте життя
Одружена з актором Стефаном Матушем. У подружжя є донька та син.

## Фільмографія
| Рік       |    | Українська назва                | Оригінальна назва                     | Роль                                      |
| --------- | -- | ------------------------------- | ------------------------------------- | ----------------------------------------- |
| 2019      | с  | Віденська кров                  | Vienna Blood                          | Косміна фон Рат                           |
| 2017      | ф  | Життєва настанова               | Life Guidance                         | Іріс Бравер                               |
| 2016      | ф  | Лу Андреас-Саломе               | Lou Andreas-Salom                     | мати Лу                                   |
| 2013      | тф | Життя є життя. Не марнуючи часу | Live is Life - Der Himmel soll warten | фрау Ґлук                                 |
| 2009      | ф  | Лурд                            | Lourdes                               | мати                                      |
| 2008      | ф  | Північна стіна                  | Nordwand                              | Елізабет Ландауер                         |
| 2007      | ф  | Імпорт-експорт                  | Import Export                         | мати                                      |
| 2004      | ф  | Антарес                         | Antares                               | Ева                                       |
| 1994—1998 | с  | Комісар Рекс                    | Kommissar Rex                         | фрау Вольф                                |
| 1989—2014 | с  | Місце злочину                   | Tatort                                | Пола Рансмайра / Інґрід Кубек / Доріс Кох |